# شقورة

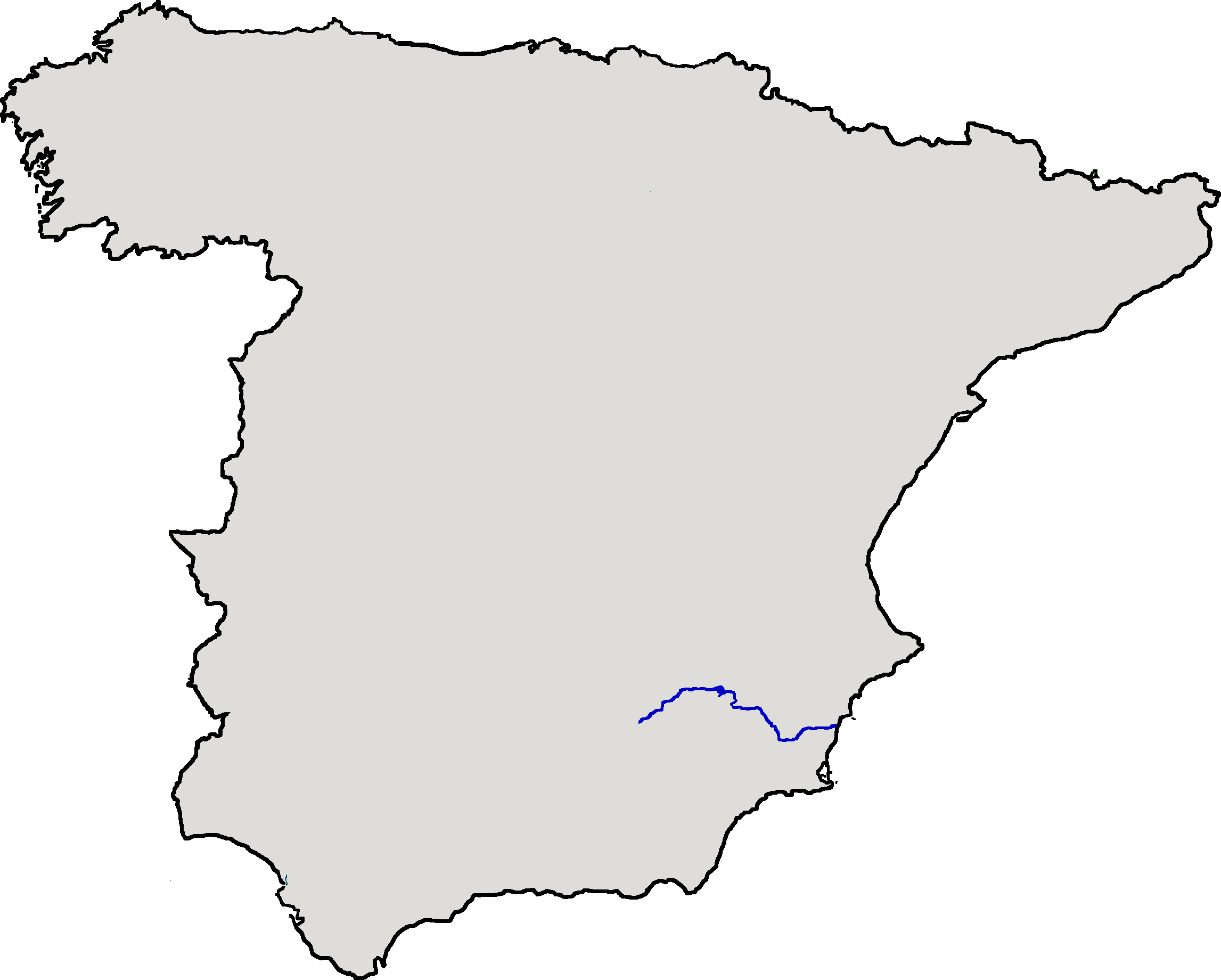
خريطة النهر

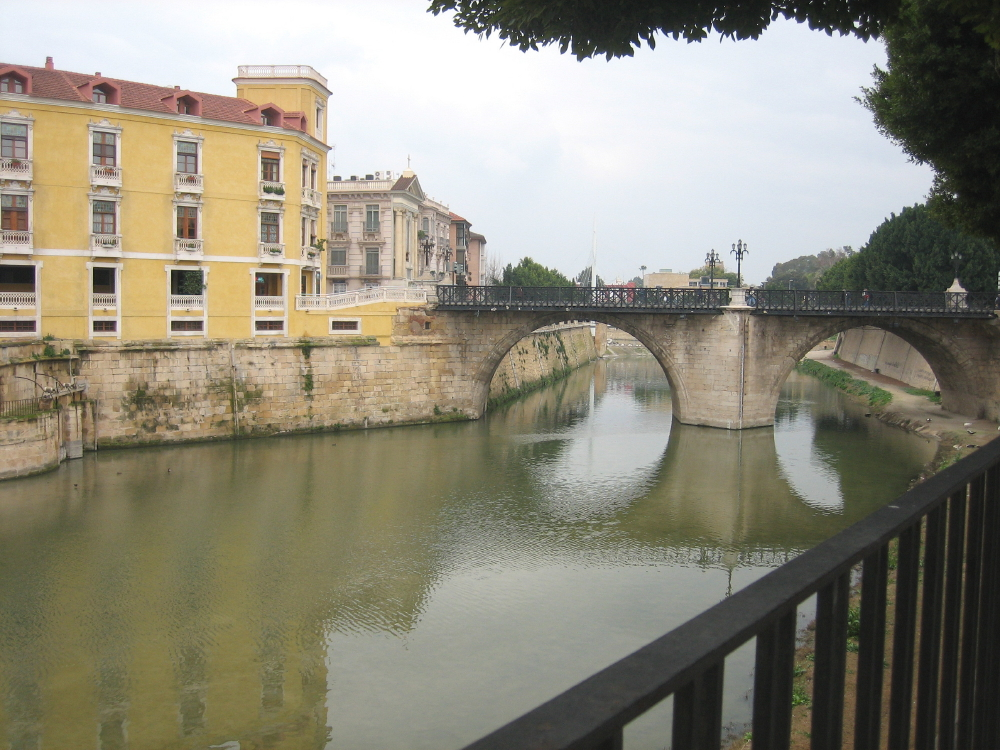
النهر يمر بمرسية

نهر شَقـُورة أو النهر الأبيَض أو وادي الأبيض هو نهر ينبع من وسط إسبانيا ليصب في البحر الأبيض المتوسط ويمر بمدينة مرسية.

## أعلامها
- ابن مجبر، (1140 - 16 ديسمبر 1192) شاعر.